# Campo Grande (stație de metrou din Lisabona)
Campo Grande este o stație supraterană de transfer care realizează comunicarea între Linia galbenă și Linia verde a metroului din Lisabona. În fața stației, la nivelul solului, se află un mare terminal de autobuze, ceea ce face ca stația să fie în același timp și un important nod intermodal. „Campo Grande” este situată la intersecția viaductului Campo Grande cu strada Rua Cipriano Dourado, la nord de Avenida General Norton de Matos, în cartierul Campo Grande.

## Istoric
Stația fost inaugurată pe 3 aprilie 1993, odată cu punerea în funcțiune a tronsoanelor de metrou Cidade Universitária / Campo Grande și Alvalade / Campo Grande. Proiectul original îi aparține arhitectului Ezequiel Nicolau, iar lucrările plastice pictorului Eduardo Nery.
Campo Grande a fost prima stație a rețelei metroului din Lisabona care a fost construită pe un viaduct.
Stația se află în apropierea stadionului José Alvalade, baza sportivă a Sporting Clube de Portugal, și permite accesul către alte obiective importante precum Muzeul orașului Lisabona, Muzeul Rafael Bordalo Pinheiro, Palatul Pimenta, Facultatea de Științe a Universității Lisabona și Universitatea Lusófona.
Doar peroanele centrale ale stației sunt accesibile persoanelor cu dizabilități locomotorii.

## Legături

### Autobuze orășenești

#### Carris
- 207 Cais do Sodré ⇄ Fetais (morning service)
- 701 Campo Grande (Metro) ⇄ Campo de Ourique (Prazeres)
- 717 Praça do Chile ⇄ Fetais
- 736 Cais do Sodré ⇄ Odivelas (Bairro Dr. Lima Pimentel)
- 747 Campo Grande (Metro) ⇄ Pontinha (Metro)
- 750 Estação Oriente (Interface) ⇄ Algés
- 767 Campo Mártires da Pátria ⇄ Reboleira (Metro)
- 778 Campo Grande (Metro) ⇄ Paço do Lumiar
- 796 Campo Grande (Metro) ⇄ Galinheiras
- 798 Campo Grande (Metro) ⇄ Galinheiras[6]

### Autobuze preorășenești

#### Rodoviária de Lisboa
- 201 Campo Grande (Metro) ⇄ Caneças (Escola Secundária)
- 300 Campo Grande (Metro) ⇄ Sacavém (Praça da República)
- 311 Campo Grande (Metro) ⇄ Bairro das Coroas (Alto do Moinho)
- 312 Campo Grande (Metro) circulação via Charneca
- 313 Campo Grande (Metro) circulação via Sacavém
- 315 Campo Grande (Metro) circulação via Bairro da Bogalheira
- 329 Campo Grande (Metro) ⇄ Quinta da Piedade
- 331 Campo Grande (Metro) ⇄ Bucelas
- 333 Campo Grande (Metro) ⇄ Zambujal
- 334 Campo Grande (Metro) ⇄ Infantado
- 335 Campo Grande (Metro) ⇄ Bucelas via Fanhões
- 336 Campo Grande (Metro) ⇄ Bucelas via Ribas
- 337 Campo Grande (Metro) ⇄ Tojal
- 344 Campo Grande (Metro) ⇄ Bucelas
- 353 Campo Grande (Metro) ⇄ Vialonga (Quinta da Maranhota)
- 354 Campo Grande (Metro) ⇄ Vialonga (Quinta da Maranhota via Infantado
- 901 Campo Grande (Metro) ⇄ Caneças (Escola Secundária)
- 931 Campo Grande (Metro) ⇄ Pontinha (Metro) via Centro Comercial[7]